# Babes in Arms
Babes in Arms (en España, Los hijos de la farándula) es una película estadounidense de 1939 con actuación principal de Judy Garland y Mickey Rooney y dirigida por Busby Berkeley. Es una versión cinematográfica del musical de Broadway de 1937 del mismo título. Fue la segunda película de Garland y Rooney juntos como protagonistas, después de su exitosa colaboración anterior en Love Finds Andy Hardy. La película trata de un grupo de jóvenes que intentan montar un espectáculo para demostrar a sus padres que están equivocados y llegar a Broadway. El guion original del musical se modificó, reestructuró y reescribió para adaptarlo a las necesidades de Hollywood. Se descartaron casi todas las canciones del musical de Broadway.

## Argumento
Patsy Baston es una muchacha que tiene un amigo llamado Mickey Moran. Los dos amigos lo imposible por lo que más desean, que es llegar a la cima. Irán a Hollywood y tendrán que demostrar que ese es su sitio.

## Curiosidades
- La secuencia de la parodia: "Mi Día", con Mickey Rooney como el presidente Franklin Delano Roosevelt y Judy Garland como primera dama Eleanor Roosevelt, fue retirado del negativo después de la muerte del presidente el 12 de abril de 1945. La escena, durante muchos años se creyó perdida; fue redescubierta en la película de 16 milímetros y ahora se puede ver en el DVD de Warner Home Video, "The Mickey Rooney & Judy Garland Collection".
- Esta es la penúltima película con actuación estelar de la pareja formada por Judy Garland y Mickey Rooney.

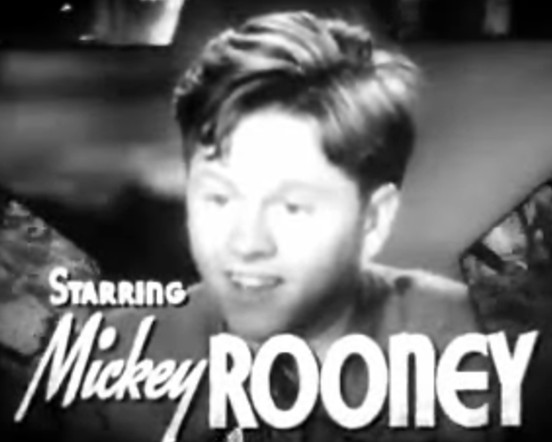
Presentación de Mickey Rooney
en el reclamo de la película.

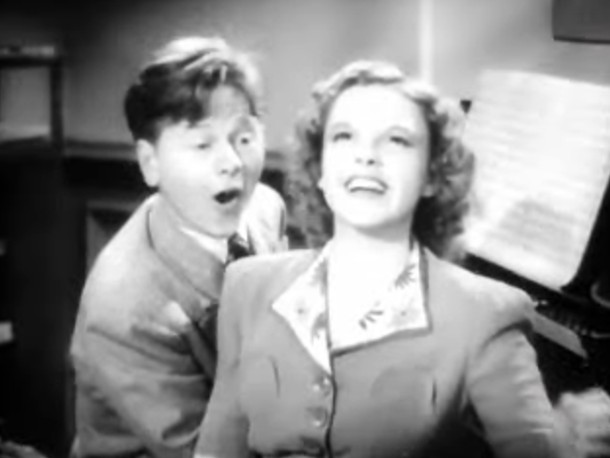
Mickey Rooney y Judy Garland
en el reclamo de la película.

## Reparto
- Mickey Rooney: Mickey Moran.
- Judy Garland: Patsy Barton.
- Charles Winninger: Joe Moran.
- Guy Kibbee: el Juez John Black.
- June Preisser: Rosalie Essex.
- Grace Hayes: Florrie Moran.
- Betty Jaynes: Molly Moran.
- Douglas McPhail: Don Brice.
- Rand Brooks: Jeff Steele.
- Leni Lynn: Dody Martin.
- Margaret Hamilton: Martha Steele.
- Lelah Tyler: la Señora Brice.

- Datos: Q632753
- Multimedia: Babes in Arms (film) / Q632753